# Волков, Сергей Николаевич (спортсмен)
Серге́й Никола́евич Во́лков (19 апреля 1949, Москва — 31 августа 1990, Харьков) — советский фигурист и тренер по фигурному катанию. Чемпион мира 1975 года, вице-чемпион мира (1974) и Европы (1974), двукратный чемпион СССР, участник двух Олимпиад. Первый советский чемпион мира в мужском одиночном катании. Заслуженный мастер спорта СССР (1975).

## Биография
Занимался фигурным катанием с трёх лет, на стадионе «Спартак», куда привела его бабушка. Первым тренером был Пётр Петрович Тихонов. С 1959 тренировался у В. Н. Кудрявцева.
В 1966 стал чемпионом СССР среди юношей.
В 1970-77 постоянно был призёром чемпионатов СССР, в том числе в 1974 и 1976 — чемпионом СССР. Дебютировал на чемпионате Европы 1968 (12-е место). Пик спортивных достижений Волкова приходится на 1974-76: в 1974 он занял 2-е место на чемпионате Европы и на чемпионате мира, при этом на чемпионате Европы Волков выступал со сломанным пальцем ноги. В 1975 стал первым советским чемпионом мира в мужском одиночном катании, в произвольной программе чисто выполнил три тройных прыжка (два тулупа и сальхов), несмотря на травму.
В 1976-78 Волков тренировался у С. А. Жука, но столь весомых успехов уже не добивался.
Волков был признанным мастером в обязательных фигурах, получая большое преимущество.
Неоднократно пытался бросить занятия фигурным катанием и два года подряд, тайком от Кудрявцева, Сергей подавал документы в приемную комиссию лётного училища в Ростове-на-Дону, он хотел стать лётчиком-испытателем, но оба раза его «забраковали» по состоянию здоровья.
После окончания спортивной карьеры (в 1978 году) до 1982 года работал во Всесоюзном спорткомитете старшим тренером юношеской сборной СССР, а позже в ДСО «Спартак». Тренировал, в частности, Александра Фадеева (в 1987—1988) и Александра Абта и др.
В феврале 1990 года он уехал работать по контракту в Австрию, но уже в июне вернулся в Москву.
Умер от рака желудка в 1990 году под Харьковом, похоронен на Кунцевском кладбище в Москве.

## Личная жизнь
Первая жена — Людмила Волкова (Олехова), мастер спорта по фигурному катанию (выступала в парном катании), также работала тренером. От неё имел сына Александра. Вторая жена — преподавательница в Московском институте стали и сплавов, от этого брака две дочери-близнецы (1985 г.р.). Сестра — Елена Буряк (Волкова), судья международной категории по фигурному катанию.

## Спортивные достижения
| Соревнования                                | 1967/68 | 1968/69 | 1969/70 | 1970/71 | 1971/72 | 1972/73 | 1973/74 | 1974/75 | 1975/76 | 1976/77 | 1977/78 |
| ------------------------------------------- | ------- | ------- | ------- | ------- | ------- | ------- | ------- | ------- | ------- | ------- | ------- |
| Зимние Олимпийские игры                     | 18      |         |         |         |         |         |         |         | 5       |         |         |
| Чемпионаты мира                             |         |         | 7       |         | 10      |         | 2       | 1       |         |         |         |
| Чемпионаты Европы                           | 12      | 7       | 5       | 6       |         | 5       | 2       | 4       | 5       |         |         |
| Чемпионаты СССР                             | 4       | 3       | 2       | 2       | 2       | 3       | 1       | 2       | 1       | 3       | 5       |
| Зимние Универсиады                          |         |         | 3       |         |         |         |         |         |         |         |         |
| Турнир на призы газеты «Московские новости» | 2       |         | 1       | 2       | 3       |         |         | 2       |         | 3       | 2       |
| Зимняя Спартакиада народов СССР             |         |         |         |         |         |         | 1       |         |         |         |         |